# Pleodendron costaricense
Pleodendron costaricense är en tvåhjärtbladig växtart som beskrevs av N.Zamora, Hammel och Aguilar. Pleodendron costaricense ingår i släktet Pleodendron och familjen Canellaceae. Inga underarter finns listade.